# Meliaden
Die Meliaden oder Meliai (altgriechisch Μελιάδες Meliádes, von μελία melía, deutsch ‚Esche‘, daher auch Eschennymphen), auch melische Nymphen, genannt, sind in der griechischen Mythologie Nymphen, die in Eschen leben. Oft werden sie allgemein den Dryaden als Baumnymphen zugeordnet.
Entstanden sind sie, gemäß der Theogonie des Hesiod aus dem Blut, das auf Gaia fiel, als der Titan Kronos seinen Vater Uranos entmannte. Neben den Eschennymphen wurden so auch die Giganten und die Rachegöttinnen, die Erinyen, geschaffen.